# Sojuz 18a
Sojuz 18a, či Sojuz 18-1 byla kosmická loď SSSR z roku 1975, která se svou posádkou absolvovala start s cílem dopravit kosmonauty na Saljut 4, sovětskou orbitální stanici na oběžné dráze Země. Kosmonauti měli být druhou posádkou na stanici a sloužit zde dva měsíce. Let se však nezdařil.

## Posádka
Dvoučlennou posádku tvořili tito kosmonauti:
- Vasilij Lazarev (2), velitel, CPK
- Oleg Makarov (2), palubní inženýr, RKK Eněrgija

V závorkách je uveden dosavadní počet letů do vesmíru včetně této mise.

## Průběh letu
Loď odstartovala 5. dubna 1975 z kosmodromu Bajkonur s pomocí stejnojmenné rakety Sojuz. Po 261 sec přestal pracovat druhý raketový stupeň, třetí stupeň se oddělil předčasně a let byl automaticky přerušen. Kabina se s oběma kosmonauty včas oddělila a s pomocí padáku předčasně přistála 22 minut po startu nedaleko pohoří Altaje, jihozápadně od vesnice Gorno-Altajsk, na hranicích s Čínou. Záchranný oddíl je nalezl a odvezl druhý den. Vyjma lehkých pohmožděnin se oběma kosmonautům nic nestalo.
Protože Sojuz nedosáhl oběžné dráhy, některé prameny (české, sovětské) let evidovaly i bez označení, pouze jako Sojuz. Ani kosmonauti nedostali tehdy obvyklou odměnu 3000 rublů, jen mimořádnou dovolenou a titul Leninův řád..
Na stanici Saljut letěla nová loď Sojuz 18 za měsíc po tomto nezdařeném letu.

## Konstrukce lodě
Udaná startovací hmotnost byla 6830 kg. Loď se obdobně jako ostatní lodě Sojuz skládala ze tří částí, kulovité orbitální sekce, návratové kabiny a sekce přístrojové. Loď byla vybavena spojovacím zařízením a jako všechny padákovým systémem.